# Latizanchius
Latizanchius is een geslacht van wantsen uit de familie van de Miridae (blindwantsen). Het geslacht werd voor het eerst wetenschappelijk beschreven door Liu & Zheng in 2001.

## Soorten
Het genus bevat de volgende soorten:

- Latizanchius longicuneus G.Q. Liu & L.Y. Zheng, 2001
- Latizanchius viridivittatus G.Q. Liu & L.Y. Zheng, 2001
- Latizanchius yadongensis G.Q. Liu & L.Y. Zheng, 2001
- Latizanchius zebrinus G.Q. Liu & L.Y. Zheng, 2001